# Constant Huret
Constant Huret (Ressons-le-Long, 26 de gener de 1870 - París, 18 de setembre de 1951) va ser un ciclista francès, especialista en curses de llarga distància, que va córrer de 1894 a 1902. Era anomenat «le Boulanger» (el flequer).
El 1894 va batre el rècord mundial dels 100 quilòmetres. El 1894, 1895 i 1898, va aconseguir el rècord mundial de les 24 hores. El 1898 va batre els rècords dels 100 quilòmetres i les 100 milles. El 1900 va prendre part en els Jocs Olímpics d'Estiu de París, on va disputar quatre proves del programa de ciclisme fora del programa oficial.
Va guanyar quatre edicions el Bol d'Or i una la Bordeus-París, amb un temps que fou rècord de la cursa durant 34 anys.
Henri de Toulouse-Lautrec el va emprar com a model per al seu cartell La Chaine Simpson.

## Palmarès
- 1894
  -  Campió de França de mig fons
  - 1r al Bol d'Or
- 1895
  - 1r al Bol d'Or
- 1898
  - 1r al Bol d'Or
- 1899
  - 1r a la Bordeus-París
- 1900
  -  Campió del món de mig fons
- 1902
  - 1r al Bol d'Or